# Cristina Adămescu
Cristina Adămescu (* 25. Oktober 1995) ist eine ehemalige rumänische Tennisspielerin.

## Karriere
Adamescu begann mit sieben Jahren das Tennisspielen und bevorzugt Hartplätze. Sie spielte vorrangig auf der ITF Women’s World Tennis Tour, wo sie vier Titel im Doppel gewinnen konnte.

## Turniersiege

### Doppel
| Nr. | Datum             | Turnier    | Kategorie   | Belag | Partnerin            | Finalgegnerinnen                       | Ergebnis         |
| --- | ----------------- | ---------- | ----------- | ----- | -------------------- | -------------------------------------- | ---------------- |
| 1.  | 19. November 2016 | Rabat      | ITF $10.000 | Sand  | Daiana Negreanu      | Fatma Al-Nabhani Olga Parres Azcoitia  | 6:3, 1:6, [10:5] |
| 2.  | 29. Juli 2017     | Pärnu      | ITF $15.000 | Sand  | Paulina Czarnik      | Polina Golubovskaya Sofya Golubovskaya | 6:3, 3:6, [10:5] |
| 3.  | 5. Mai 2018       | Hammamet   | ITF $15.000 | Sand  | Ioana Loredana Roșca | Mana Ayukawa Alicia Herrero Linana     | 6:4, 6:3         |
| 4.  | 12. Mai 2018      | Karlskrona | ITF $15.000 | Sand  | Andreea Ghițescu     | Astrid Wanja Brune Olsen Malene Helgo  | 7:5, 7:5         |